# Helene Schneidewin

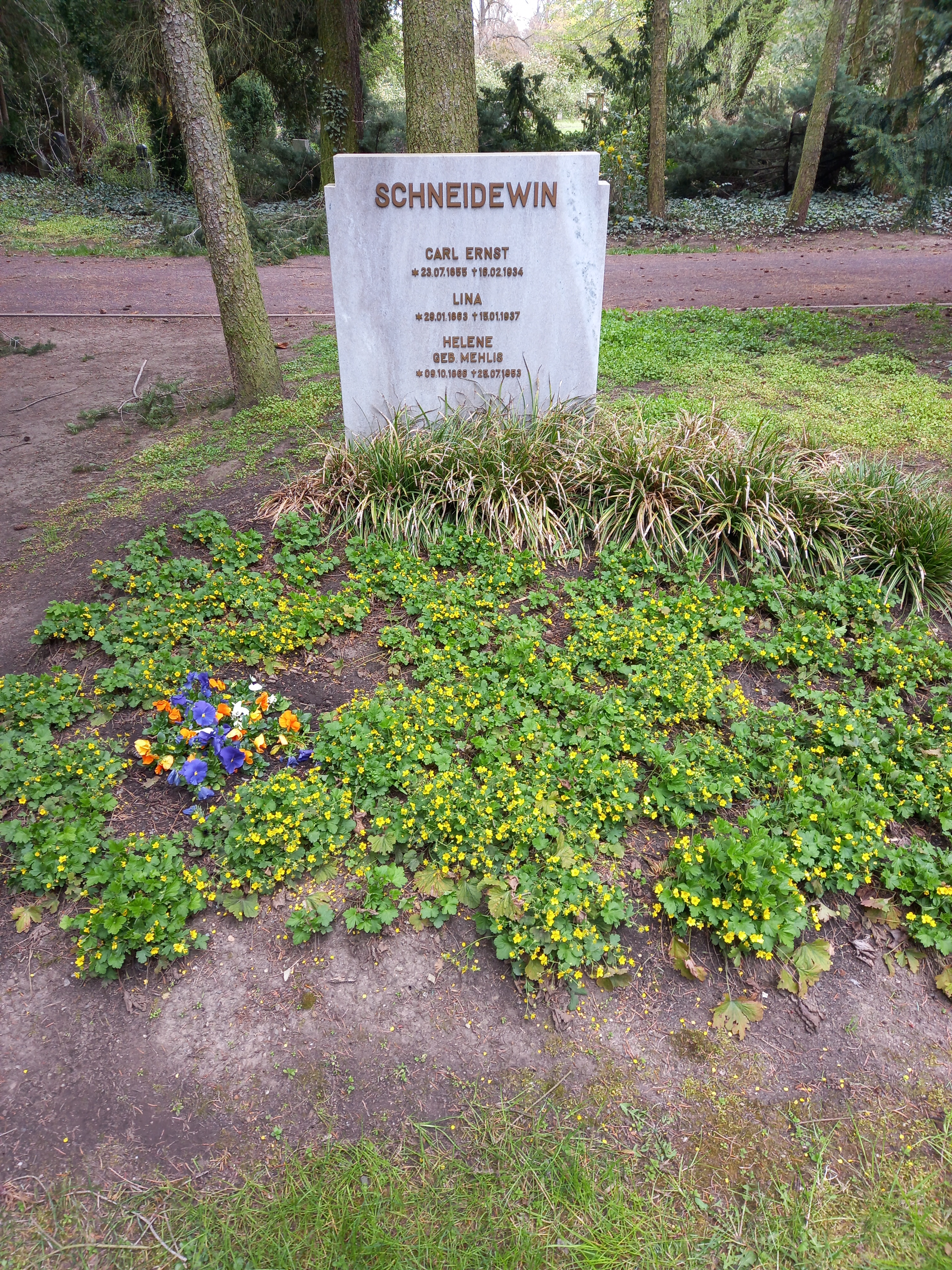
Das Grab von Helene Schneidewin und ihrem Ehemann Carl Ernst im Familiengrab auf dem Westfriedhof (Magdeburg)

Helene Schneidewin (* 9. Oktober 1866 in Berlin als Helene Mehlis; † 25. Juli 1953 in Magdeburg) war eine deutsche Kommunalpolitikerin, Feministin und in der Weimarer Zeit Mitglied der Deutschen Demokratischen Partei.

## Leben
Schneidewin kam als Ehefrau (Heirat: 1887 in Berlin) des Magdeburgers Ernst Schneidewin (1855–1934) in die Hauptstadt der preußischen Provinz Sachsen. Sie lebte im Magdeburger Stadtteil Alte Neustadt im dann auch in ihrem Eigentum stehenden Haus Beethovenstraße 4. Sie baute in Magdeburg die 1900 gegründete Ortsgruppe des Allgemeinen Deutschen Frauenvereins mit auf. Ab 1901 war sie Vorsitzende des Magdeburger Jugendschutz‘ – Verein gegen Alkoholmissbrauch und Unsittlichkeit. Die sog. Sittlichkeitsarbeit der Organisation bedeutete in erster Linie vorbeugende Aktivitäten und richtete sich an Mädchen und junge Frauen, vereinzelt aber auch an die männliche Einwohnerschaft. Sie zielte auf veränderte ethisch-moralische Einstellungen hinsichtlich des Sexualverhaltens und – mit Blick auf sexuell übertragbare Krankheiten – auf mehr Gesundheitsbewusstsein ab. Zur Eindämmung des Alkoholmissbrauchs etablierte der Verein sog. Milchhäuschen an verschiedenen Orten in der Stadt und 1912/13 in guter Innenstadtlage sein Alkoholfreies Restaurant für eine alternative Bewirtungs- und Geselligkeitskultur. 1908 wurde der Frauenverband der Provinz Sachsen gegründet, in dem Schneidewin den Vorsitz hatte. Als seine Leiterin war die Feministin über Jahre hinweg zugleich Mitglied des Gesamtvorstands des Bundes Deutscher Frauenvereine. 1912 brachte sie mit Elisabeth Korte aus Magdeburg für den Frauenverband Sachsen eine Petition in den Preußischen Landtag ein, die bewilligten Mittel der Jugendpflege „zugunsten ihrer Mitverwendung für die weibliche Jugend“ zu erhöhen. Noch vor dem Ersten Weltkrieg gehörte sie dem von der Stadt Magdeburg gebildeten Verein für Trinkerfürsorge als Vorstandsmitglied an. Von Beginn an, bereits 1918, engagierte sie sich für den Aufbau der Ortsgruppe Magdeburg der Deutschen Demokratischen Partei. Von 1927 bis 1929 wirkte die Demokratin als gewählte Stadtverordnete. Während der NS-Zeit lebte Schneidewin zurückgezogen. Sie starb mit fast 87 Jahren – nahezu vergessen – im Altersheim Haus Dorothea in der Johannes-Schlaf-Straße 10 im Magdeburger Stadtteil Stadtfeld West.

## Werk
Schneidewin stieß mit dem Verein Jugendschutz etliche praktische Initiativen zur Prävention von Prostitution an und beeinflusste so bereits vor ihrer Zeit im offiziellen Amt als Stadtverordnete kommunale Entwicklungen im sozialen und Gesundheitsbereich. Über den Frauenverband der Provinz Sachsen war die Geschäftsstellenleiterin des Bundes Deutscher Frauenvereine in der preußischen Provinz Sachsen für mehr Rechte für Frauen und Möglichkeiten weiblicher gesellschaftlicher Partizipation über Jahre hinweg aktiv. Für ihre Beiträge 1922 zur Vorbereitung und Realisierung der MIAMA, der „Mitteldeutschen Messe für Siedlung, Sozialfürsorge und Arbeit“, wurde sie mit der Medaille der Stadt Magdeburg ausgezeichnet. Generell kommt ihr das Verdienst zu, im Wohlfahrts-Bereich agierende Magdeburgerinnen mit ihren vielfältigen Potentialen für manche Initiative für sozialen Fortschritt in der Stadt wirksam vernetzt zu haben.

## Veröffentlichungen
- Die Wohlfahrts-Einrichtungen Magdeburg’s. Das Material ist gesammelt von der Ortsgruppe Magdeburg des Allgemeinen Deutschen Frauenvereins, zusammengestellt von Rose Meyer und Helene Schneidewin, Heinrichshofen’sche Buchhandlung, Magdeburg 1902.
- Praktische Frauentätigkeit in der Wohlfahrtspflege, Vortrag, gehalten am 20. Januar 1903 im Allgemeinen deutschen Frauenverein zu Magdeburg. In: Verhandlungen und Mitteilungen des Vereins für öffentliche Gesundheitspflege in Magdeburg. 30. u. 31. Jahresheft (1902/1903), Magdeburg 1904, S. 7–19.
- Kriegskochbuch, Hinweise auf einfache Gerichte, die den jetzt vorhandenen Nahrungsmitteln angepaßt sind, Frauenverb. d. Prov. Sachsen, Peters, Magdeburg 1915.